# James L. Hogeboom
James Lawrence Hogeboom (* 25. August 1766 in Ghent, Provinz New York; † 23. Dezember 1839 in Castleton, New York) war ein US-amerikanischer Politiker. Zwischen 1823 und 1825 vertrat er den Bundesstaat New York im US-Repräsentantenhaus.

## Werdegang
James Lawrence Hogeboom, Sohn von Hester Leggett (1739–1832) und Lawrence Hogeboom (1737–1805), wurde in Ghent geboren und wuchs während der britischen Kolonialzeit auf. 1794 zog er nach Pittstown und von dort im April 1802 nach Castleton. Hogeboom war als Kaufmann tätig. Er saß in den Jahren 1804, 1805 und 1808 in der New York State Assembly. Zwischen 1805 und 1808 war er Richter im Rensselaer County. Er nahm dann 1821 an der verfassunggebenden Versammlung von New York teil.
Als Folge einer Zersplitterung der Demokratisch-Republikanischen Partei vor und während der Präsidentschaft von John Quincy Adams (1825–1829) schloss er sich der Crawford-Fraktion an. Bei den Kongresswahlen des Jahres 1822 für den 18. Kongress wurde Hogeboom im neunten Wahlbezirk von New York in das US-Repräsentantenhaus in Washington, D.C. gewählt, wo er am 4. März 1823 die Nachfolge von Stephen Van Rensselaer antrat. Da er auf eine erneute Kandidatur im Jahr 1824 verzichtete, schied er nach dem 3. März 1825 aus dem Kongress aus.
Nach seiner Kongresszeit ging er wieder kaufmännischen Geschäften nach. Er verstarb am 23. Dezember 1839 in Castleton und wurde dann dort auf dem gleichnamigen Friedhof beigesetzt.